# Duke Ragan
Duke Ragan est un boxeur américain né le 18 septembre 1997.

## Carrière
Sa carrière amateur est principalement marquée par une médaille d'argent remportée aux championnats du monde de 2017 dans la catégorie des poids coqs.

## Palmarès

### Championnats du monde
- Médaille d'argent en -56 kg en 2017 à Hambourg, Allemagne